# Terra luna films
 (février 2012).
Si vous disposez d'ouvrages ou d'articles de référence ou si vous connaissez des sites web de qualité traitant du thème abordé ici, merci de compléter l'article en donnant les références utiles à sa vérifiabilité et en les liant à la section « Notes et références ».
Terra Luna Films est une société de production cinématographique créée en 1993 par Anne Morien et Camille Guichard.

## Historique
Dès ses débuts, elle s'est focalisée sur la création de documentaires, plus particulièrement liés à l'art et à la transmission de connaissance. Ses documentaires sont consacrés à la peinture, la danse, la sculpture, l'urbanisme, l'architecture et la photographie.

## Projets
Terra Luna Films est à l'initiative des collections Mémoire et Anatomie d'une ville (série consacrée à l'urbanisme).

## Filmographie

### Films sur l'Art contemporain
Collection Mémoire - Art Contemporain, Portraits d’artistes contemporains, 52 min, France 5. Édition DVD : RMN, Arte Video, Terra Luna :
- Ornamento (Georges Autard), réalisation : Camille Guichard, avec Georges Autard, 14 min, 1982
- Louise Bourgeois,, réalisation : Camille Guichard, avec la participation de Bernard Marcadé, 52 min, 1993
- César, réalisation : Marc Petit-Jean, avec la participation de Bernard Blistène, 45 min, 1993
- Jesus Raphaël Soto, réalisation : Catherine Zins, avec la participation de Daniel Abadie, 52 min, 1995
- Daniel Spoerri, réalisation : Camille Guichard, avec la participation d'Anne Tronche, 52 min, 1997
- Denise René, réalisation : Camille Guichard, avec la participation d'Anne Tronche, 52 min, 1998
- Jacques Villeglé, réalisation : Fabrice Maze, avec la participation de Philippe Piguet, 52 min [Quand ?]
- François Morellet, réalisation : Camille Guichard, avec la participation de Daniel Soutif, 52 min, 2000
- Raymond Hains, réalisation : Cécile Déroudille, 52 min, 2000
- Daniel Buren, réalisation : Camille Guichard, avec la participation de Guy Tortosa, 52 min, 2001

### Collection Anatomie d'une ville
En coproduction avec France 5, INA, DAPA. Diffusion : France 5 :
- Chandigarh, le devenir d'une Utopie, de Christophe Vessier, Laure Pecher et Sylvain Roumette, réalisation : Sylvain Roumette[Quand ?]
- Athènes, avec Yannis Tsiomis, réalisation : Sylvain Roumette, 26 min, 2001
- Beyrouth, avec Jade Tabet, réalisation : François Caillat, 26 min, 2001

### Photographie
- Lee Miller, un film de Sylvain Roumette, en coproduction avec Arte, Artemis (Belgique). Diffusion : ARTE - RTBF - YLE, 
  - prix Producteur Procirep « Sunny Side of The Doc » 1995,
  - Prix du Meilleur Portrait, Festival de Montréal (FIFA), 1996,
  - Sélectionné aux festivals de Florence, Montréal, Lisbonne [Quand ?]
- Belles de nuit, un film de Jean-Pierre Larcher. Coproduction et diffusion : France 2.

### Fiction
- Les ombres du pêché de Camille Guichard 
  - Prix FIFA Unesco 1992
- Le saut de l'ange, avec Benoît Magimel et Alexia Stresi, scénario original de Luc Lefebvre ; réalisation : Camille Guichard 
  - Primé au festival de Montecatini 1999 ; Festival Bruxelles, Saarbrüken, Sarre-Lor-Lux, Le Mans